# Valligiani
L'Adunata nazionale sciatori valligiani d'Italia, più comunemente nota come la Valligiani, è una gara di sci di fondo a squadre piuttosto celebre tra gli anni dieci e gli anni trenta del Novecento. 
I partecipanti sono tutti abitanti delle vallate alpine italiane in competizione tra loro: sono esclusi i fondisti di pianura, non allo stesso livello dei "professionisti della neve" valligiani, mentre viene fatta un'eccezione per la partecipazione di guide e portatori. 
La gara si compone di un percorso di 30 km che prevede 1000 metri di dislivello. Viene organizzata ogni volta in una vallata diversa.

## Storia

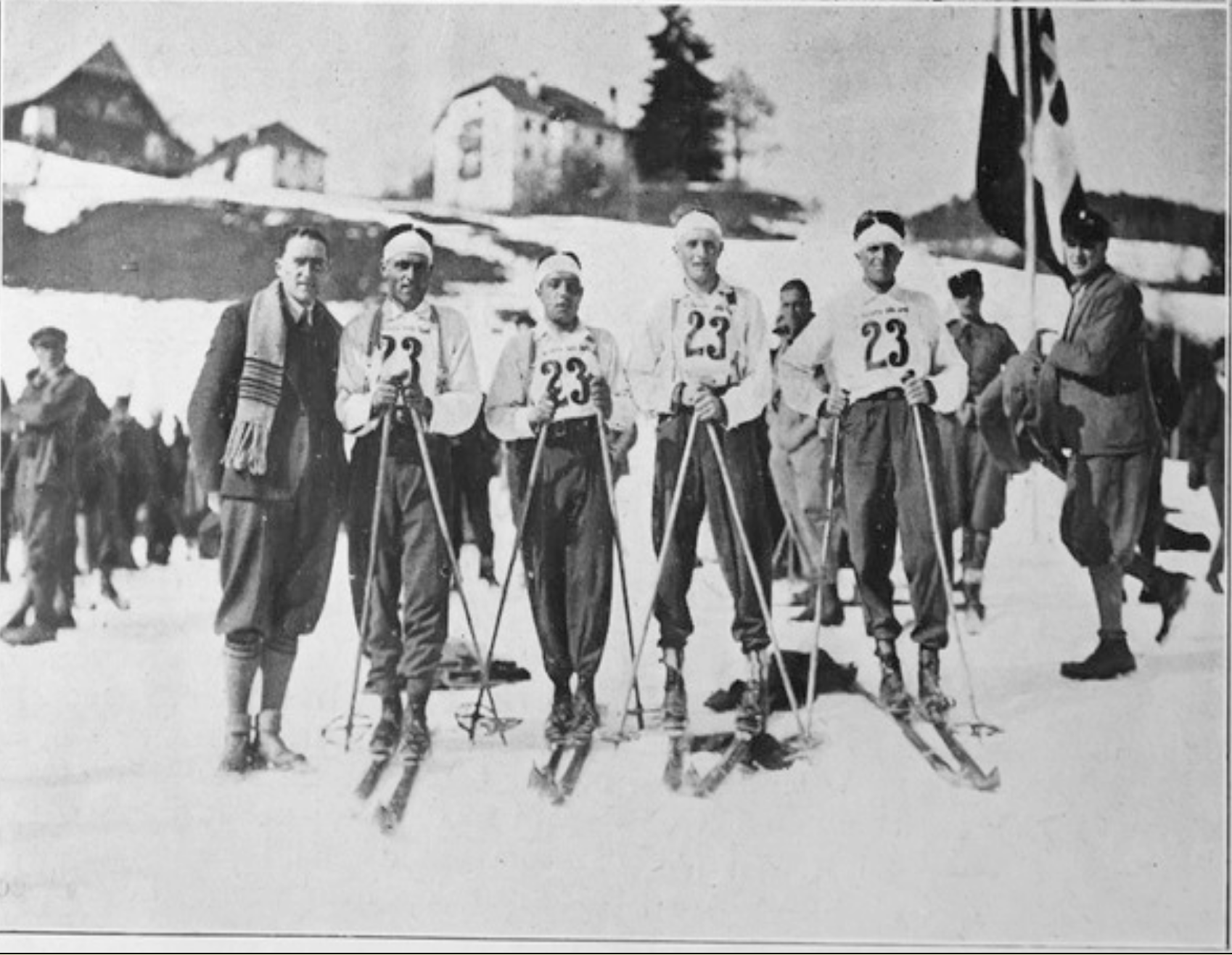
La squadra di sci di Bormio vincitrice dell'Adunata degli sciatori Valligiani di Altopiano di Renon 1930. Gli sciatori partendo da destra sono: Silvio Confortola, Alberti, Colturi, Sertorelli.

Nei primi anni del Novecento lo sci è una novità alla moda e le prime tecniche sciistiche in corso di definizione: la prima Unione Ski Clubs Italiani è del 1908, i primi campionati nazionali di sci sono organizzati a partire dal 1910, mentre la Federazione Italiana dello Sci viene istituita nel 1913.
La Valligiani viene fondata nell'inverno del 1914-15, con il nome di Adunata Nazionale Sciatori Valligiani d'Italia o Adunata Nazionale Skiatori Alpigiani grazie all'impulso della Gazzetta dello Sport, che prevede e appoggia il diffondersi dello sci e quindi vuole consolidare la disciplina tra le popolazioni alpine. La prima edizione, tenutasi a Courmayeur nel 1915, è vinta dalla squadra della Val Formazza.
La prima guerra mondiale blocca il processo di espansione dello sci di fondo. Con alcune interruzioni, la gara riprende nel 1920, godendo della creazione della FISI nello stesso anno, a cui aderiscono vari club sciistici, e del suo ingrandirsi nella Federazione italiana sport invernali poi. 
Dagli anni trenta fino agli anni sessanta, con una pausa totale dovuta alla seconda guerra mondiale, l'interesse per lo sci di fondo diminuisce, a vantaggio dello sci alpino, e una competizione per soli valligiani risulta probabilmente anacronistica. 

La Valligiani viene ricordata da Mario Rigoni Stern nell'omaggio a Nuto Revelli contenuto in Aspettando l'alba: